# Erich Lange (Geologe)
Erich Lange (* 9. Januar 1889 in Berlin; † 16. November 1965) war ein deutscher Geologe und Politiker (SED). Er war von 1946 bis 1948 Abgeordneter des Sächsischen Landtags.

## Leben
Lange, Sohn eines überzeugten Sozialisten, studierte Geologie an der Bergakademie Berlin und an der Universität Berlin. Er  wurde zum Dr. phil. promoviert. Vor dem Ersten Weltkrieg arbeitete er als Geologe in Afrika. Während des Krieges  war er in der Schutztruppe in Kamerun eingesetzt und wurde interniert. Im Jahr 1921 wurde er Mitglied der Kommunistischen Partei Deutschlands (KPD). Von 1924 bis 1930 arbeitete er als Sachverständiger für mineralische Rohstoffe an der sowjetischen Handelsvertretung in Berlin. Erich Lange war von 1937 bis 1939 bei der Preußischen Geologischen Landesanstalt. Er war Leiter eines Erdölgeschäfts und später als Geologe beim Reichsamt für Bodenforschung in Berlin tätig. Ab 1944 war er wissenschaftlicher Mitarbeiter am Geologischen Institut der Bergakademie Freiberg. Nach dem Zweiten Weltkrieg und der Wiedereröffnung der Bergakademie, setzte er sich für die Säuberung des Lehrkörpers von Kräften des Nationalsozialismus ein und wurde im Januar 1946 vom Bevollmächtigten für Brennstoffindustrie und Energie der SMAD, General Kurmazew, zum ordentlichen Professor und Direktor des Instituts für Brennstoffgeologie an der Bergakademie Freiberg ernannt. Im Oktober 1946 wurde er mit dem Mandat der Sozialistischen Einheitspartei Deutschlands (SED) in den Landtag von Sachsen gewählt.
Nach dem Tod von Otto Barsch im Oktober 1946 wurde er Präsident der Geologischen Landesanstalt (GLA) in Berlin. Daraufhin legte er am 8. Dezember 1948 sein Landtagsmandat nieder. Nach der Auflösung der GLA und der Bildung der Staatlichen Geologischen Kommission der DDR im Oktober 1950 verlor er seinen Posten als Präsident und übernahm die Leitung des Geologischen Dienstes.   Bis 1959 war er dann Mitglied der Staatlichen Geologischen Kommission der DDR. Ab 1955 war er der erste Chefredakteur der „Zeitschrift für Angewandte Geologie“.

## Auszeichnungen
- 1959 Vaterländischer Verdienstorden in Silber